# T-Head
T-Head (chinois : 平头哥半导体) est une filiale d'Alibaba Group spécialisée dans la conception de processeurs et SoC d'architecture RISC-V.
Ils ont publié différents cœurs de processeurs sous forme ouverte en langage Chisel, sur GitHub. Cela inclus l'OpenE902 pour l'embarqué, et les microprocesseurs OpenC906 et OpenC910.
Ils proposent également les cœurs C920 et C930 plus évolués, ainsi qu'un SoC complet, le T-Head TH1520, supporté par le noyau Linux.
Les SoCs Allwiner D1 et D1s/F133 sont basés sur le cœur XuanTie C906 de T-Head.

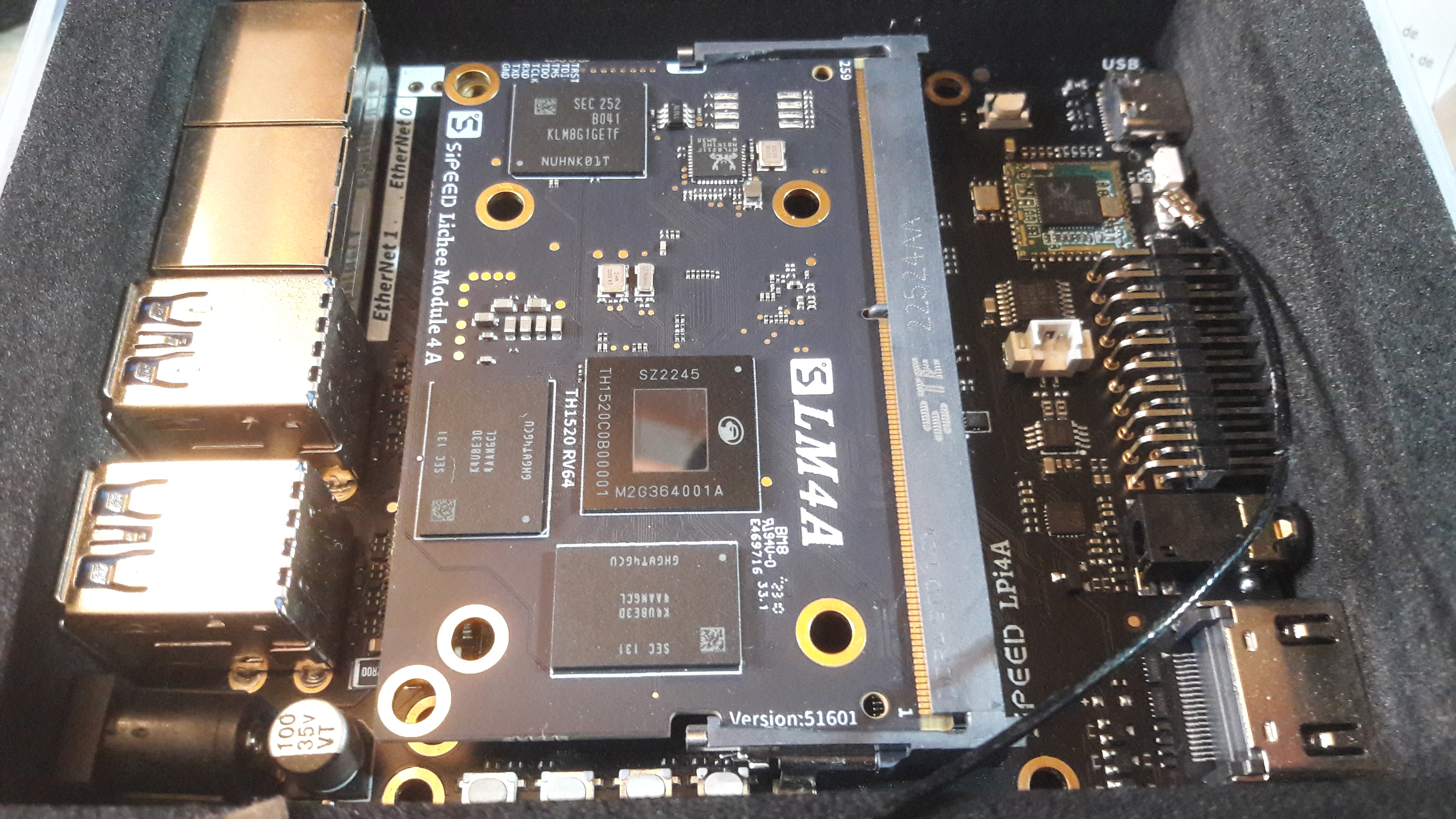
Carte Sipeed Lichee Pi 4A, équipée d'un TH1520

L'émulateur QEMU, émule certaines de ses instructions spécialisées, telle que les spécifications 7.1 du processeur vectoriel RISC-V V.